# Анкај
Анкај (грч. Ἀγκαῖος) је у грчкој митологији било име неколико јунака.

## Ликургов син
Један од најчувенијих аркадијских јунака и један од Аргонаута, био је Ликургов и Еуриномин или Клеофилин син. Он је и Агапеноров отац. Учествовао је у лову на Калидонског вепра. С обзиром да је у том лову учествовала и једна жена, Аталанта, он је био један од оних који ју је ниподоштавао. Хвалио се својом снагом и убојитом секиром, али га је вепар зубима ранио у слабине и умро је у великим мукама.

## Посејдонов син
Посејдонов или Зевсов и Астипалејин или Алтин син, био је краљ Лелега на острву Самос. Са Самијом је имао синове Перилаја, Енодоса, Самоса и Алитерсеја, као и кћерку Партенопу. Учествовао је у походу Аргонаута и после смрти крманоша Тифија, заузео је његово место. Тако наводи Аполоније са Рода, али Аполодор се не слаже да је то био овај Анкај, већ Ликургов син, тако да је изгледа код појединих митографа дошло до мешања ова два лика. Када је Анкај садио винову лозу, проречено му је да ће умрети пре него што попије први гутљај вина од грожђа те лозе. Анкај је додуше направио вино и насуо себи у пехар, али у том тренутку је стигла вест да један вепар пустоши поља. Одложио је вино и појурио у своја поља, али га је вепар усмртио.

## Илијада
Још један Анкај се појављује и у Хомеровој „Илијади“.